# Galium procurrens
Galium procurrens är en måreväxtart som beskrevs av Friedrich Ehrendorfer. Galium procurrens ingår i släktet måror, och familjen måreväxter. Inga underarter finns listade i Catalogue of Life.